# Noureddine Hadid
Noureddine Hadid (arabisch نور الدين حديد, DMG Nūr ad-Dīn Ḥadīd, * 28. Januar 1993 in Beirut) ist ein libanesischer Leichtathlet, der sich auf den Sprint spezialisiert hat. Er ist aktuell Inhaber der Landesrekorde über 100 und 200 Meter.

## Sportliche Laufbahn
Erstmals bei einer internationalen Meisterschaft trat Noureddine Hadid bei den Hallenasienmeisterschaften 2014 in Hangzhou, bei denen er im 400-Meter-Lauf mit 49,63 s in der ersten Runde ausschied. 2015 nahm er im 100-Meter-Lauf und über 200 Meter an den Asienmeisterschaften in Wuhan teil, gelangte aber in beiden Bewerben nicht bis in das Finale. Zuvor belegte er bei den Arabischen Meisterschaften in 22,09 s den siebten Platz im 200-Meter-Lauf. Im Oktober schied er bei den Militärweltspielen im südkoreanischen Mungyeong über beide Bewerbe im Vorlauf aus. Im Jahr darauf nahm er im 60-Meter-Lauf an den Hallenasienmeisterschaften in Doha teil, schied aber auch dort mit 7,04 s in der ersten Runde aus. 2017 gelangte er bei den Asienmeisterschaften in Bhubaneswar über 100 Meter bis in das Halbfinale, in dem er mit 10,71 s ausschied. Über 200 Meter schied er in der Vorrunde aus und wurde mit der libanesischen 4-mal-100-Meter-Staffel im Vorlauf disqualifiziert.
2018 schied er bei den Hallenasienmeisterschaften in Teheran über 60 Meter erneut in der ersten Runde aus, stellte mit 6,92 s jedoch einen neuen Landesrekord auf, der jedoch nur kurz Bestand hatte. Im August erfolgte die Teilnahme an den Asienspielen in Jakarta, bei denen er über 100 Meter in der ersten Runde ausschied und über 200 Meter das Halbfinale erreichte, in dem er mit 21,22 s ausschied. Im Jahr darauf wurde er bei den Arabischen Meisterschaften in Kairo in 10,70 s Sechster über 100 Meter. Kurz darauf erreichte er bei den Asienmeisterschaften in Doha mit neuem Landesrekord von 20,85 s den vierten Platz und schied über 100 Meter mit 10,41 s, ebenfalls Landesrekord, im Halbfinale aus. Dank einer Wildcard durfte er Ende September an den Weltmeisterschaften in Doha über 200 Meter an den Start gehen und schied dort mit 20,84 s im Vorlauf aus. Anschließend wurde er bei den Militärweltspielen in Wuhan in 10,62 s bzw. 21,10 s jeweils Sechster über 100 und 200 Meter. 2021 belegte er bei den Arabischen Meisterschaften in Radès in 10,57 s den sechsten Platz über 100 m und gewann im 200-Meter-Lauf in 21,06 s die Bronzemedaille hinter dem Katari Femi Ogunode und Taha Hussein Yaseen aus dem Irak. Anschließend startete er über 200 m bei den Olympischen Spielen in Tokio und schied dort mit 21,12 s in der ersten Runde aus.
2022 erreichte er bei den Weltmeisterschaften in Eugene die Hauptrunde über 100 Meter und schied dort mit 10,72 s aus. Anschließend schied er bei den Islamic Solidarity Games in Konya mit 21,18 s im Halbfinale über 200 Meter aus und kam über 100 Meter mit 10,53 s nicht über die Vorrunde hinaus. Im Jahr darauf schied er bei den Hallenasienmeisterschaften in Astana mit 6,98 s im Halbfinale über 60 Meter aus. Im April gewann er bei den Westasienmeisterschaften in Doha in 21,18 s die Bronzemedaille hinter Femi Ogunode und Abdulaziz Abdui Atafi aus Saudi-Arabien und schied über 100 Meter mit 10,53 s im Vorlauf aus. Anschließend belegte er bei den Arabischen Meisterschaften in Marrakesch in 10,64 s den siebten Platz über 100 Meter und verpasste mit 21,15 s den Finaleinzug über 200 Meter. Daraufhin schied er bei den Asienmeisterschaften in Bangkok mit 10,48 s und 21,16 s jeweils im Halbfinale über 100 und 200 Meter aus. Im August schied er bei den Spielen der Frankophonie in Kinshasa mit 10,51 s im Halbfinale über 100 Meter aus und belegte in 20,95 s den achten Platz über 200 Meter. Zudem gewann er mit der 4-mal-400-Meter-Staffel in 3:11,74 min die Bronzemedaille hinter den Teams aus Marokko und dem Senegal. Ende September kam er bei den Asienspielen in Hangzhou mit 10,64 s und 21,61 s jeweils nicht über den Vorlauf über 100 und 200 Meter aus. 2025 belegte er bei den Arabischen Meisterschaften in Oran in 10,63 s und 21,27 s jeweils den fünften Platz über 100 und 200 Meter. Anschließend wurde er bei den Asienmeisterschaften in Gumi im Semifinale über 100 Meter disqualifiziert und schied über 200 Meter mit 21,57 s ebenfalls im Halbfinale aus.
In den Jahren 2017, 2022 und 2023 wurde Hadid libanesischer Meister über 100 und 200 Meter, wie auch 2018, wo er zusätzlich noch Meister in der 4-mal-100-Meter-Staffel wurde. 2019 siegte er über 100, 200 und 400 Meter.

## Persönliche Bestzeiten
- 100 Meter: 10,27 s (−1,1 m/s), 19. Juni 2024 in Nembro (libanesischer Rekord)
  - 60 Meter (Halle): 6,74 s, 5. Februar 2020 in Ostrava
- 200 Meter: 20,59 s (−0,7 m/s), 1. Juni 2024 in Marsa (libanesischer Rekord)
  - 200 Meter (Halle): 21,00 s, 21. Februar 2025 in Fayetteville (libanesischer Rekord)
- 300 Meter: 34,23 s, 20. Dezember 2020 in Beirut (nationale Bestleistung)
- 400 Meter: 47,36 s, 20. Juli 2019 in Jamhour
  - 400 Meter (Halle): 49,63 s, 15. Februar 2014 in Hangzhou